# Allium peninsulare
Allium peninsulare là một loài thực vật có hoa trong họ Amaryllidaceae. Loài này được Lemmon ex Greene mô tả khoa học đầu tiên năm 1888.